# NGC 6934
NGC 6934 é um aglomerado globular na direção da constelação de Delphinus. O objeto foi descoberto pelo astrônomo William Herschel em 1785, usando um telescópio refletor com abertura de 18,6 polegadas. Devido a sua moderada magnitude aparente (+8,9), é visível apenas com telescópios amadores ou com equipamentos superiores.